# Associazione Sportiva Dilettantistica Riviera di Romagna 2014-2015
Questa voce raccoglie le informazioni riguardanti l'Associazione Sportiva Dilettantistica Riviera di Romagna nelle competizioni ufficiali della stagione 2014-2015.

## Stagione

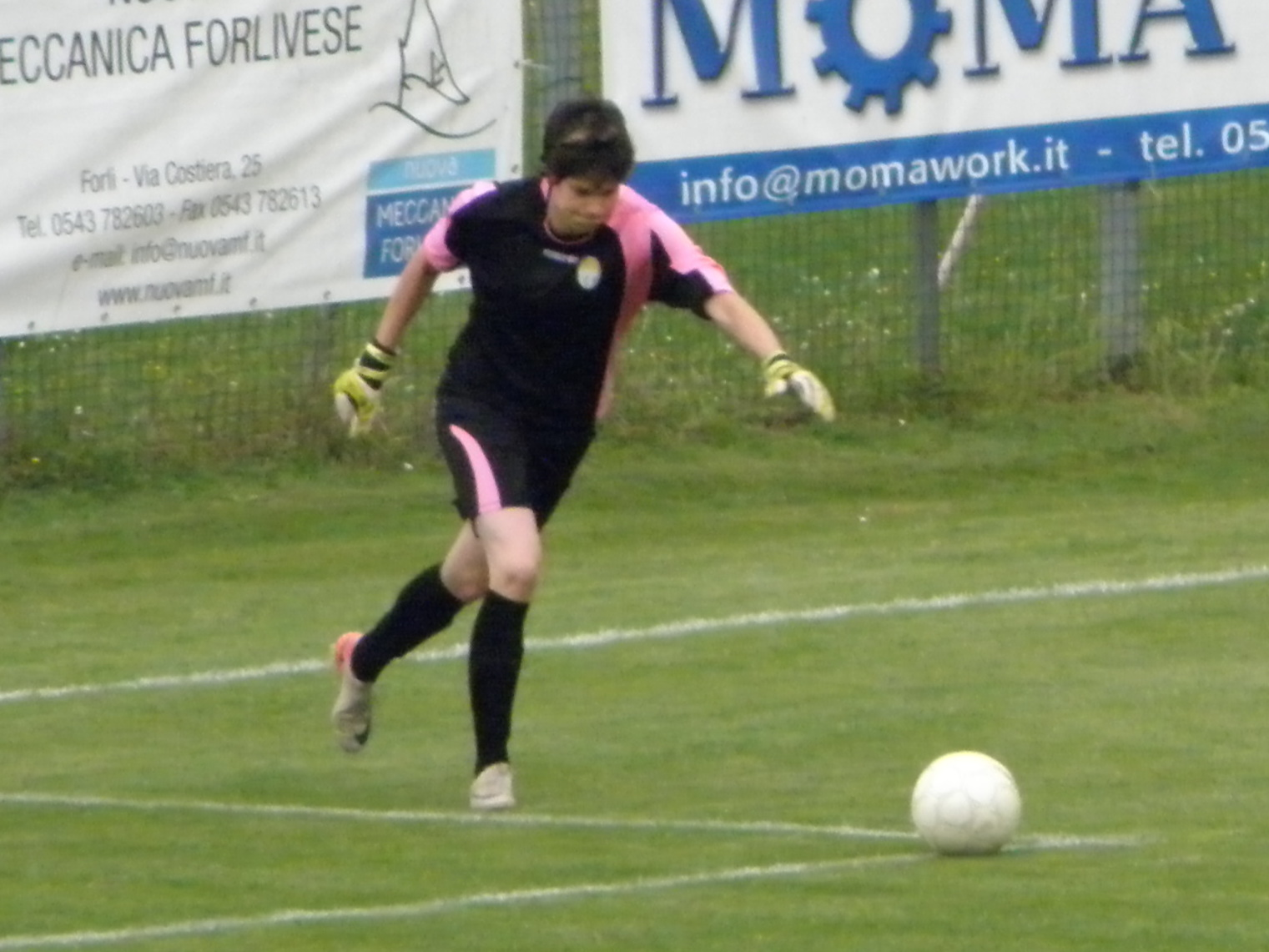
La numero uno Sabrina Tasselli durante un'azione di gioco nei play-off di campionato

La stagione ufficiale del Riviera di Romagna è partita il 7 settembre 2014 con la prima giornata del Triangolare I del turno preliminare della Coppa Italia, disputata a Reno Centese nella quale si impose con un rotondo 11-0 sulle avversarie del New Team Ferrara, grazie anche alle triplette di Giulia Baldini e Gaia Mastrovincenzo. Grazie alla vittoria per 4-0 contro il Castelvecchio nella sua seconda partita del triangolare, il Riviera di Romagna ha superato il turno preliminare. Nei sedicesimi di finale ha affrontato il Graphistudio Pordenone, imponendosi per 6-0 anche grazie alle doppiette di Patrizia Caccamo e Luisa Pugnali accedendo alla fase successiva. Agli ottavi di finale incontra fuori casa il Firenze riuscendo ancora a superare le avversarie per 3-1 con doppietta di Caccamo. Arrivata ai quarti, la squadra incontra il Tavagnacco riuscendo a concludere sul risultato di parità per 1-1 i tempi regolamentari, superata dalle avversarie solo ai calci di rigore e venendo così eliminata dalla Coppa Italia.
Il 20 aprile 2015, con la squadra reduce da quattro sconfitte consecutive in campionato e in piena zona retrocessione, l'allenatore Enrico Buonocore rassegna le sue dimissioni e al suo posto siede sulla panchina il direttore tecnico Pierluigi Angeloni. Nonostante un discreto girone di andata, concluso all'ottavo posto con 16 punti, la Riviera di Romagna pur conquistando altri 19 punti non riesce ad evitare i play-out da disputarsi sul campo casalingo di Milano Marittima il 16 maggio 2015 contro le avversarie del San Zaccaria. Nel "derby di Romagna", dopo la rete del vantaggio siglata da Patrizia Caccamo al 41', le biancorosse rimontano al 48' con Lara Barbieri ed al 61' con Giorgia Galletti, vincendo così per 2-1 costringendo la Riviera di Romagna alla retrocessione in Serie B.

## Organigramma societario
Area tecnica
- Allenatore: Enrico Buonocore (fino al 20 aprile 2015), poi Pierluigi Angeloni

## Rosa
Rosa e ruoli, tratti dal sito Football.it, sono aggiornati al 9 maggio 2015.
| N. |                     | Ruolo | Calciatrice          |
| -- | ------------------- | ----- | -------------------- |
|    | Italia (bandiera)   | P     | Sabrina Tasselli     |
|    | Italia (bandiera)   | P     | Silvia Vicenzi       |
|    | Italia (bandiera)   | D     | Cristina Cassanelli  |
|    | Slovenia (bandiera) | D     | Kristina Erman       |
|    | Italia (bandiera)   | D     | Valeria Magrini      |
|    | Italia (bandiera)   | D     | Linda Tucceri Cimini |
|    | Italia (bandiera)   | D     | Cristina Ugolini     |
|    | Italia (bandiera)   | C     | Valeria Canini       |
|    | Spagna (bandiera)   | C     | Agoues Marquez       |

| N. |                    | Ruolo | Calciatrice         |
| -- | ------------------ | ----- | ------------------- |
|    | Italia (bandiera)  | C     | Chiara Eusebio      |
|    | Italia (bandiera)  | C     | Sara Pastore        |
|    | Italia (bandiera)  | C     | Eleonora Petralia   |
|    | Croazia (bandiera) | C     | Ana Petrović        |
|    | Italia (bandiera)  | A     | Giulia Baldini      |
|    | Italia (bandiera)  | A     | Patrizia Caccamo    |
|    | Italia (bandiera)  | A     | Gaia Mastrovincenzo |
|    | Italia (bandiera)  | A     | Luisa Pugnali       |

## Calciomercato

### Sessione estiva
| Acquisti | Acquisti       | Acquisti     | Acquisti   |
| R.       | Nome           | da           | Modalità   |
| -------- | -------------- | ------------ | ---------- |
| C        | Valeria Canini | San Zaccaria | definitivo |

| Cessioni | Cessioni       | Cessioni      | Cessioni   |
| R.       | Nome           | a             | Modalità   |
| -------- | -------------- | ------------- | ---------- |
| C        | Carlotta Nagni | Castelvecchio | definitivo |

## Risultati

### Serie A

#### Girone di andata
| Arbitro: | Bindella (Pesaro) |

|                                                                        |           |  |
| Mastrovincenzo 22’ Pugnali 37’, 40’, 47’, 67’ Caccamo 45’ Petralia 46’ | Marcatori |  |

| Arbitro: | Ongarato (Castelfranco Veneto) |

|                               |           |             |
| Girelli 10’ Sabatino 81’ (85) | Marcatori | 72’ Caccamo |

| Arbitro: | Ponso (Bassano del Grappa) |

|                                     |           |  |
| Baldini 23’ Pugnali 56’ Pastore 60’ | Marcatori |  |

| Arbitro: | Andrea Cattaneo (Civitavecchia) |

|                                        |           |                    |
| Galli 13’ (rig.) Serrano 46’ Carta 94’ | Marcatori | 32’ (rig.) Pugnali |

| Arbitro: | Frascaro (Firenze) |

|                         |           |             |
| Tucceri Cimini 62’, 81’ | Marcatori | 46’ Longato |

| Arbitro: | Tremolada (Monza) |

|                           |           |             |
| Gabbiadini 58’ Panico 82’ | Marcatori | 5’ Petralia |

| Arbitro: | Marco Bozzo (San Donà di Piave) |

|                                     |           |          |
| Pugnali 56’ Caccamo 85’ Baldini 92’ | Marcatori | 28’ Erba |

| Arbitro: | Kumara (Verona) |

|                                |           |  |
| Tonani 36’ Iannella 46’ (rig.) | Marcatori |  |

| Arbitro: | Filippo Giaccaglia (Jesi) |

|                    |           |                                        |
| Tucceri Cimini 14’ | Marcatori | 7’ Nainggolan 32’ Pittaccio 82’ Pirone |

| Arbitro: | Ferrieri Caputi (Livorno) |

|           |           |           |
| Adami 70’ | Marcatori | 33’ Erman |

| Arbitro: | Alberti (Imola) |

|                                                        |           |                         |
| Pugnali 7’ Petralia 15’ (rig.) Baldini 48’ Caccamo 68’ | Marcatori | 29’ Sedonati 76’ Paroni |

| Arbitro: | Maurizio Di Noia (Modena) |

|                 |           |          |
| Pugnali 8’, 82’ | Marcatori | 1’ Pesce |

| Arbitro: | Bozzo (San Donà di Piave) |

|             |           |  |
| Brumana 79’ | Marcatori |  |

#### Girone di ritorno
| Arbitro: | Davide Barozzi (Rovereto) |

|  |           |                                            |
|  | Marcatori | 21’ Mastrovincenzo 39’, 44’ Tucceri Cimini |

| Arbitro: | Covili Faggioli (Bologna) |

|  |           |                                                  |
|  | Marcatori | 15’ (rig.), 73’ Girelli 69’, 84’ (rig.) Sabatino |

| Arbitro: | Roca (Foggia) |

|                                  |           |              |
| Clelland 29’, 32’, 52’ Conte 48’ | Marcatori | 73’ Petralia |

| Arbitro: | Massimo Abagnale (Parma) |

|  |           |                                   |
|  | Marcatori | 8’ Flaviano 52’ Marchese 81’ Tona |

| Arbitro: | Baldelli |

|             |           |                              |
| Gaburro 86’ | Marcatori | 19’ (rig.) Pugnali 82’ Erman |

| Arbitro: | Bindella (Pesaro) |

|  |           |             |
|  | Marcatori | 47’ Bonetti |

| Arbitro: | Ludwig Raus (Brescia) |

|          |           |                                |
| Cama 17’ | Marcatori | 80’ Pugnali 57’ Tucceri Cimini |

| Arbitro: | Carmine (Bologna) |

|  |           |                            |
|  | Marcatori | 47’ Iannella 93’ Cambiaghi |

| Arbitro: | Franco Iacovacci (Latina) |

|                                      |           |  |
| Villani 1’ Simonetti 21’ Palombi 36’ | Marcatori |  |

| Arbitro: | Arace (Lugo) |

|  |           |                             |
|  | Marcatori | 48’ Razzolini 88’ Vigilucci |

| Arbitro: | Ferro (Latisana) |

|            |           |             |
| Paroni 47’ | Marcatori | 46’ Eusebio |

| Arbitro: | Filippo Prior (Ivrea) |

|             |           |                                                          |
| Cobelli 20’ | Marcatori | 45’ (rig.) Pugnali 81’ Tucceri Cimini 94’ Mastrovincenzo |

| Arbitro: | Carmine (Bologna) |

|                  |           |             |
| Caccamo 62’, 80’ | Marcatori | 73’ Zuliani |

#### Play-out
| Milano Marittima 16 maggio 2015                                         | Riviera di Romagna | 1 – 2                     | San Zaccaria | Stadio Germano Todoli |
| \| \| \| \| \| Caccamo 41’ \| Marcatori \| 48’ Barbieri 61’ Galletti \| |                    |                           |              |                       |
|                                                                         |                    |                           |              |                       |
| Caccamo 41’                                                             | Marcatori          | 48’ Barbieri 61’ Galletti |              |                       |

### Coppa Italia

#### Turno preliminare
Triangolare I
| Arbitro: | Baldelli (Reggio Emilia) |

|  |           | |
|  | Marcatori | 5’ Agoues 7’, 32’, 38’ Baldini 14’, 64’, 82’ Mastrovincenzo 22’ Pugnali 27’, 52’ Petralia 88’ Tucceri Cimini |

| Arbitro: | Monaldi (Macerata) |

|                                                      |           |  |
| Mastrovincenzo 2’ Caccamo 56’ Erman 81’ Petralia 92’ | Marcatori |  |

#### Sedicesimi di finale
| Arbitro: | Paggiola (Legnago) |

|                                                                        |           |  |
| Caccamo 38’, 82’ Pugnali 51’, 71’ Petralia 84’ (rig.) Perin 90’ (aut.) | Marcatori |  |

#### Ottavi di finale
| Arbitro: | Spataru (Siena) |

|               |           |                                |
| Vigilucci 49’ | Marcatori | 64’, 90+1’ Caccamo 74’ Baldini |

#### Quarti di finale
| Milano Marittima 6 gennaio 2015, ore 14:30 UTC+1 | Riviera di Romagna   | 1 – 1 (d.t.s.) referto            | Graphistudio Tavagnacco | Stadio Germano Todoli |
| \| \| \| \| \| Caccamo 63’ \| Marcatori \| 82’ Brumana \| \| Caccamo Pastore Ugolini Baldini \| Tiri di rigore 2 – 4 \| Brumana Parisi Martinelli Tuttino \| |                      |                                   |                         |                       |
| |                      |                                   |                         |                       |
| Caccamo 63’ | Marcatori            | 82’ Brumana                       |                         |                       |
| Caccamo Pastore Ugolini Baldini | Tiri di rigore 2 – 4 | Brumana Parisi Martinelli Tuttino |                         |                       |

## Statistiche

### Statistiche di squadra
| Competizione | Punti | In casa | In casa | In casa | In casa | In casa | In casa | In trasferta | In trasferta | In trasferta | In trasferta | In trasferta | In trasferta | Totale | Totale | Totale | Totale | Totale | Totale | DR  |
| Competizione | Punti | G       | V       | N       | P       | Gf      | Gs      | G            | V            | N            | P            | Gf           | Gs           | G      | V      | N      | P      | Gf     | Gs     | DR  |
| ------------ | ----- | ------- | ------- | ------- | ------- | ------- | ------- | ------------ | ------------ | ------------ | ------------ | ------------ | ------------ | ------ | ------ | ------ | ------ | ------ | ------ | --- |
| Serie A      | 35    | 13      | 7       | 0       | 6       | 24      | 21      | 13           | 4            | 2            | 7            | 16           | 23           | 26     | 11     | 2      | 13     | 40     | 44     | -4  |
| Coppa Italia | -     | 3       | 2       | 0       | 1       | 11      | 1       | 2            | 2            | 0            | 0            | 14           | 1            | 5      | 4      | 0      | 1      | 25     | 2      | +23 |
| Totale       | -     | 16      | 8       | 1       | 7       | 35      | 21      | 15           | 7            | 1            | 7            | 30           | 25           | 31     | 15     | 2      | 14     | 65     | 46     | +19 |

### Andamento in campionato
| Giornata  | 1 | 2 | 3 | 4 | 5 | 6 | 7 | 8 | 9 | 10 | 11 | 12 | 13 | 14 | 15 | 16 | 17 | 18 | 19 | 20 | 21 | 22 | 23 | 24 | 25 | 26 |
| --------- | - | - | - | - | - | - | - | - | - | -- | -- | -- | -- | -- | -- | -- | -- | -- | -- | -- | -- | -- | -- | -- | -- | -- |
| Luogo     | C | T | C | T | C | T | C | T | C | T  | C  | C  | T  | T  | C  | T  | C  | T  | C  | T  | C  | T  | C  | T  | T  | C  |
| Risultato | V | P | V | P | V | P | V | P | P | N  | V  | V  | P  | V  | P  | P  | P  | V  | P  | V  | P  | P  | P  | N  | V  | V  |
| Posizione | 1 | 7 | 5 | 7 | 6 | 7 | 6 | 8 | 8 | 8  | 8  | 8  | 8  | 7  |    |    |    |    |    |    |    |    |    |    |    | 8  |

Legenda:

Luogo: C = Casa; T = Trasferta. Risultato: V = Vittoria; N = Pareggio; P = Sconfitta.

### Statistiche delle giocatrici
| Giocatore         | Serie A  | Serie A | Serie A     | Serie A    | Coppa Italia | Coppa Italia | Coppa Italia | Coppa Italia | Totale   | Totale | Totale      | Totale     |
| Giocatore         | Presenze | Reti    | Ammonizioni | Espulsioni | Presenze     | Reti         | Ammonizioni  | Espulsioni   | Presenze | Reti   | Ammonizioni | Espulsioni |
| ----------------- | -------- | ------- | ----------- | ---------- | ------------ | ------------ | ------------ | ------------ | -------- | ------ | ----------- | ---------- |
| M. Agoues Marquez | 7        | 0       | 2           | 0          | 3            | 1            | 0            | 0            | 10       | 1      | 2           | 0          |
| G. Baldini        | 24       | 3       | 1           | 0          | 5            | 4            | 0            | 0            | 29       | 7      | 1           | 0          |
| P. Caccamo        | 27       | 7       | 3           | 0          | 4            | 6            | 0            | 0            | 31       | 13     | 3           | 0          |
| V. Canini         | 12       | 0       | 1           | 0          | 2            | 0            | 0            | 0            | 14       | 0      | 1           | 0          |
| C. Cassanelli     | 26       | 0       | 2           | 0          | 5            | 0            | 0            | 0            | 31       | 0      | 2           | 0          |
| K. Erman          | 23       | 2       | 5           | 0          | 5            | 1            | 3            | 0            | 28       | 3      | 8           | 0          |
| C. Eusebio        | 27       | 1       | 1           | 0          | 5            | 0            | 0            | 0            | 32       | 1      | 1           | 0          |
| V. Magrini        | 24       | 0       | 4           | 1          | 5            | 0            | 0            | 0            | 29       | 0      | 4           | 1          |
| G. Mastrovincenzo | 16       | 3       | 2           | 1          | 4            | 4            | 0            | 0            | 20       | 7      | 2           | 1          |
| S. Pastore        | 27       | 1       | 4           | 0          | 5            | 0            | 2            | 0            | 32       | 1      | 6           | 0          |
| E. Petralia       | 20       | 4       | 4           | 1          | 3            | 3            | 2            | 0            | 23       | 7      | 6           | 1          |
| A. Petrović       | 22       | 0       | 3           | 0          | 2            | 0            | 0            | 0            | 24       | 0      | 3           | 0          |
| L. Pugnali        | 25       | 13      | 1           | 0          | 4            | 3            | 0            | 0            | 29       | 16     | 1           | 0          |
| S. Tasselli       | 12       | -19     | 0           | 0          | 4            | -2           | 0            | 0            | 16       | -21    | 0           | 0          |
| L. Tucceri Cimini | 21       | 7       | 5           | 2          | 5            | 1            | 1            | 0            | 26       | 8      | 6           | 2          |
| C. Ugolini        | 23       | 0       | 7           | 0          | 3            | 0            | 0            | 0            | 26       | 0      | 7           | 0          |
| S. Vicenzi        | 15       | -27     | 1           | 0          | 2            | 0            | 0            | 0            | 17       | -27    | 1           | 0          |